# Cymothoe amorinda
Cymothoe amorinda är en fjärilsart som beskrevs av Van Someren 1939. Cymothoe amorinda ingår i släktet Cymothoe och familjen praktfjärilar. Inga underarter finns listade i Catalogue of Life.